# إيفي منى ماك
إيفي منى ماك (بالإنجليزية: Effie Mona Mack)‏ هي مؤرخة أمريكية، ولدت في 1888، وتوفيت في 1969.